# София Гедвига Брауншвейг-Вольфенбюттельская
София Гедвига Брауншвейг-Вольфенбюттельская (нем. Sophia Hedwig von Braunschweig-Wolfenbüttel; 1 декабря 1561, дворец Гессен, Остервик — 30 января 1631, Лёц) — принцесса Брауншвейг-Вольфенбюттельская, в замужестве герцогиня Померанско-Вольгастская.

## Биография
София Гедвига — первый ребёнок в семье герцога Юлия Брауншвейг-Вольфенбюттельского и Гедвиги Бранденбургской, дочери курфюрста Иоахима II Бранденбургского. Родители позаботились о том, чтобы София Гедвига получила достойное принцессы образование и хорошо вышла замуж.
16-летняя София Гедвига вышла замуж за герцога Эрнста Людвига Померанского 20 октября 1577 года в Вольгасте. Герцогиня Померанская заботилась о бедных и больных и не испугалась вспыхнувшей эпидемии чумы. После смерти мужа в 1592 году София Гедвига проживала с детьми в имении Церпенцин близ города Лёца. В 1597—1601 годах София Гедвига проживала в Вольгасте вместе с сыном, готовившимся принять на себя государственные дела под руководством опекуна герцога Богуслава XIII. София Гедвига умерла во время Тридцатилетней войны, в связи с чем её погребение в усыпальнице померанских герцогов в церкви Святого Петра в Вольгасте было отложено почти на два года.

## Потомки
В браке с Эрнстом Людвигом у Софии Гедвиги родились:
- Гедвига Мария (1579—1606), умерла наречённой невестой Иоганна Адольфа Гольштейнского
- Елизавета Магдалена (1580—1649), замужем за Фридрихом Кетлером, герцогом Курляндии и Семигалии
- Филипп Юлий (1584—1625), герцог Померанско-Вольгастский, женат на Агнессе Бранденбургской